# منزل منزل
منزل منزل (به هندی: Manzil Manzil) فیلمی است محصول سال ۱۹۸۴ و به کارگردانی موکول ناصر حسین است. در این فیلم بازیگرانی همچون سانی دئول، دیمپل کاپادیا، کولبوشان کارباندا، دنی دنزونگپا، پریم چوپرا، آشا پارک ایفای نقش کرده‌اند.